# Aralikoppa, Bhadravati
Aralikoppa là một làng thuộc tehsil Bhadravati, huyện Shimoga, bang Karnataka, Ấn Độ.